# Hildegard Berencreutz
Susanna Hildegard Berencreutz, född Wennerström den 21 november 1866 i Stockholm, död 2 augusti 1946 i Helsingborg, var en svensk konstnär och grafiker.

## Biografi
Hildegard Berencreutz studerade konst vid Konstakademien i Stockholm 1887–1888 och fortsatte därefter utbildningen vid olika målarskolor och för konstnärer i Köpenhamn, Antwerpen, Paris, London, Rom, Florens och München. Hon medverkade i Föreningen Svenska Konstnärinnors utställningar i Sverige och utomlands och hon medverkade i en utställning arrangerad av Fredrika-Bremer-Förbundet 1933 i Helsingborg. Separat ställde hon ut i Motala 1919 och 1922 samt på Holmqvists konstsalong i Stockholm. Hon var en av de stiftande medlemmarna i Föreningen Svenska Konstnärinnor 1911 och stiftande medlem i Le nouveau Salon i Paris 1914. Hennes konst består av blomsterstilleben, miniatyrporträtt och landskapsmålningar i olja, akvarell, tempera, etsningar och torrnålsgravyr. Som illustratör illustrerade hon Viktor Rydbergs Barndomspoesien 1893. Berencreutz är representerad vid Motala museum.
Hildegard Berencreutz var dotter till grosshandlaren Nils Gustaf Wennerström och Emma Carolina Adolfina Lundgren. Hon gifte sig med generalkonsuln Fredrik Adolf Georg Berencreutz den 18 december 1888. I äktenskapet föddes två söner, Gillis och Nils Berencreutz. Makarna Berencreutz är begravna på Solna kyrkogård.